# بيلاريا-إيجيا مارينا
بيلاريا-إيجيا مارينا (بالإيطالية: Bellaria – Igea Marina)‏ هي بلدية في مقاطعة ريميني في إقليم إميليا رومانيا في إيطاليا.

## السكان
في سنة 1861 بلغ عدد السكان 2٬921 نسمة، وتطور العدد ليصل في سنة 2011 لـ 18٬591 نسمة.
يظهر هذا المخطط البياني تطور النمو السكاني لـ بيلاريا-إيجيا مارينا